# Елизабет Доротея фон Хоенлое-Шилингсфюрст
Елизабет Доротея фон Хоенлое-Шилингсфюрст (на немски: Elizabeth Dorothea von Hohenlohe-Schillingfurst; * 27 август 1617, Шилингсфюрст; † 12 ноември 1655, дворец Фюрстенау, Михелщат) е графиня от Хоенлое-Шилингсфюрст и чрез женитба графиня на Ербах-Ербах.

## Произход
Тя е най-възрастната дъщеря на граф Георг Фридрих II фон Хоенлое-Шилингсфюрст (1595 – 1635) и съпругата му графиня Доротея София фон Золмс-Хоензолмс (1595 – 1660), дъщеря на граф Херман Адолф фон Золмс-Хоензолмс и Анна София фон Мансфелд-Хинтерорт.

## Фамилия
Елизабет Доротея се омъжва на 26 юли 1635 г. във Франкфурт за граф Георг Албрехт I фон Ербах (1597 – 1647), син на граф Георг III фон Ербах (1548 – 1605) и четвъртата му съпруга Мария фон Барби-Мюлинген (1563 – 1619). Тя е третата му съпруга. Те имат девет деца:
- Георг Фридрих (1636 – 1653), граф на Ербах-Бройберг
- Вилхелм Лудвиг (*/† 7 декември 1637).
- София Елизабет (1640 – 1641)
- Юлиана Кристина Елизабет (1641 – 1692), омъжена на 12 декември 1660 г. за граф Салентин Ернст фон Мандершайд-Бланкенхайм (1630 – 1705)
- Георг Лудвиг I (1643 – 1693), граф на Ербах-Ербах, женен за графиня Амалия Катарина фон Валдек-Айзенберг (1640 – 1697), дъщеря на граф Филип Теодор фон Валдек-Айзенберг и графиня Мария Магдалена фон Насау-Зиген
- Георг Албрехт (1644 – 1645)
- Мауриция Сузана (1645)
- Георг IV (1646 – 1678), граф на Ербах-Фюрстенау, женен на 22 август 1671 г. за Луиза Анна (1653 – 1714), дъщеря на княз Георг Фридрих фон Валдек-Айзенберг и Елизабет Шарлота фон Насау-Зиген в Хилхенбах
- Георг Албрехт II (1648 – 1717), граф на Ербах-Фюрстенау, женен на 3 ноември 1671 г. за Анна Доротея Христина (1656 – 1724), дъщеря на граф Филип Готфрид фон Хоенлое-Валденбург и съпругата му Анна Христиана Шенкин фон Лимпург-Зонтхайм.